# 阿克库木须水库
阿克库木须水库，位于中华人民共和国新疆维吾尔自治区阿克苏市喀勒塔勒镇，是一座以灌溉为主的中型灌注式平原水库。水库水源由多浪渠引阿克苏河水入库。水库总库容5769万立方米。主坝为均质土坝，坝长18.25千米，最大坝高7.2米。水库承担下游6000公顷农田的灌溉任务。